# Ренхен
Ренхен (њем. Renchen) град је у њемачкој савезној држави Баден-Виртемберг. Једно је од 51 општинског средишта округа Ортенау. Према процјени из 2010. у граду је живјело 7.370 становника. Посједује регионалну шифру (AGS) 8317110.

## Географски и демографски подаци
Ренхен се налази у савезној држави Баден-Виртемберг у округу Ортенау. Град се налази на надморској висини од 150 метара. Површина општине износи 32,1 km². У самом граду је, према процјени из 2010. године, живјело 7.370 становника. Просјечна густина становништва износи 230 становника/km².